# Miejsce Odosobnienia w Berezie Kartuskiej
Miejsce Odosobnienia w Berezie Kartuskiej – obóz pracy przymusowej i obóz odosobnienia, zorganizowany i prowadzony przez władze II Rzeczypospolitej w Berezie Kartuskiej w ówczesnym powiecie prużańskim (obecnie terytorium Białorusi), istniejący w latach 1934–1939. Powstał głównie w celu izolowania oraz psychicznego i fizycznego dręczenia oponentów politycznych sprawującej wówczas władzę sanacji, m.in. komunistów, endeków, ludowców, a także nacjonalistów ukraińskich. Do obozu osadzeni trafiali na podstawie decyzji administracyjnej (bez sankcji sądowej), bez możliwości skorzystania ze środka odwoławczego. Stałym elementem traktowania więźniów było stosowanie tortur. Część historyków określiła ośrodek jako obóz koncentracyjny.

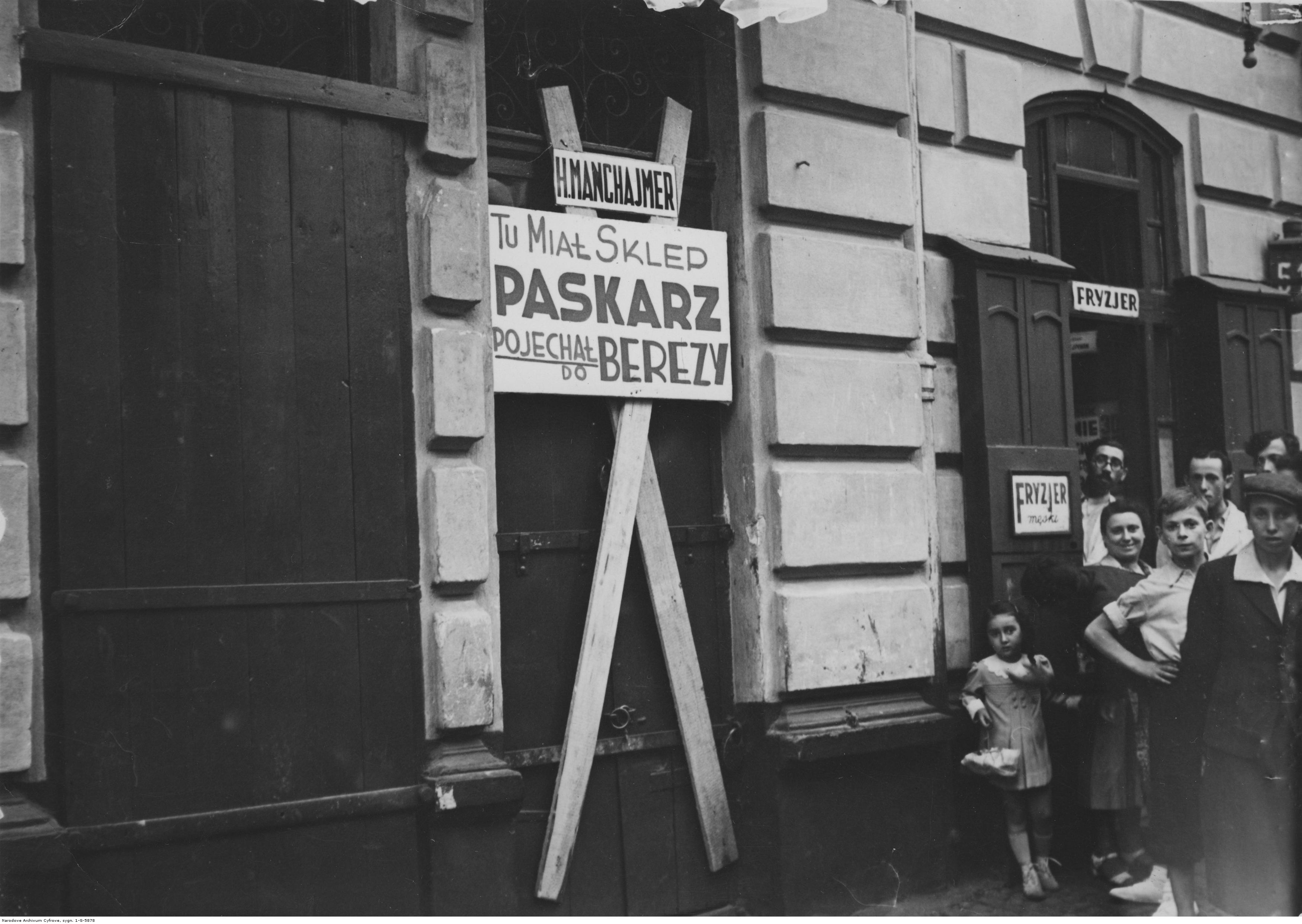
Zamknięty sklep H. Manchajmera podejrzanego o paskarstwo (spekulację) żywnością w Warszawie, sierpień 1939

## Historia obozu
Utworzony został 12 lipca 1934 w Berezie Kartuskiej na mocy rozporządzenia z mocą ustawy prezydenta Ignacego Mościckiego z dnia 17 czerwca 1934 r. w sprawie osób zagrażających bezpieczeństwu, spokojowi i porządkowi publicznemu, chociaż zaczął funkcjonować już 6 lipca, gdy przywieziono dwóch pierwszych więźniów. Pomysłodawcą utworzenia obozu był premier Leon Kozłowski, a jego pomysł zaakceptował Józef Piłsudski. Rozporządzenie zezwalało na utworzenie wielu takich miejsc odosobnienia, ale utworzono tylko jedno – w Berezie. Z tego powodu wśród ówczesnej polskiej opinii publicznej rozporządzenie to zyskało miano „lex Bereza Kartuska”. Obóz mieścił się w budynku dawnych carskich koszar. Obiekt ten nosił oficjalną nazwę „Miejsce Odosobnienia” i był przeznaczony dla osób, „których działalność lub postępowanie daje podstawę do przypuszczenia, że grozi z ich strony naruszenie bezpieczeństwa, spokoju lub porządku publicznego”. Określano go jako „nieprzeznaczony dla osób skazanych lub aresztowanych z powodu przestępstw” oraz „burzycieli porządku publicznego i bezpieczeństwa”.
Bezpośrednim impulsem, który skłonił Józefa Piłsudskiego do podjęcia decyzji o utworzeniu obozu, było zabójstwo ministra spraw wewnętrznych Bronisława Pierackiego popełnione przez Hryhorija Maciejkę, działacza Organizacji Ukraińskich Nacjonalistów (OUN).
Osadzano w obozie na podstawie decyzji administracyjnej bez prawa apelacji na okres 3 miesięcy. Osadzenie mogło być przedłużone na kolejne 3 miesiące (znane są przypadki osadzenia trwającego rok). Oprócz podejrzanych o działalność wywrotową i przeciwników politycznych sanacji (zwłaszcza komunistów i narodowców) więziono w nim także przestępców gospodarczych oskarżonych o spekulację lub podejrzanych o takie przestępstwa, pospolitych przestępców – zwłaszcza recydywistów, a w końcowej fazie istnienia – podejrzewanych o dywersję i szpiegostwo na rzecz III Rzeszy.
Według Andrzeja Garlickiego obóz odosobnienia w Berezie Kartuskiej był wzorowany na niemieckim obozie koncentracyjnym KL Dachau (utworzonym wiosną 1933 roku), którego zadaniem przed 1939 rokiem nie była jeszcze fizyczna eksterminacja osadzonych w nim więźniów, ale ich zastraszanie i zniechęcenie do dalszego oporu wobec nazistów.
Więzienie w Berezie Kartuskiej organizowali: dyrektor Departamentu Politycznego w Ministerstwie Spraw Wewnętrznych Wacław Żyborski oraz naczelnik Wydziału Narodowościowego w tymże departamencie płk Leon Jarosławski. Nadzór nad nim ze względu na właściwość terytorialną sprawował wojewoda poleski płk Wacław Kostek-Biernacki, często utożsamiany z jego komendantem. Faktycznie byli nim inspektorzy policji Bolesław Greffner (niekiedy podawane jest imię Jan) z Poznania (formalnie do 12 grudnia 1934), a po nim Józef Kamala-Kurhański.
Obóz zaczął funkcjonować 6 lipca 1934. Dnia tego przyjęto pierwszych pięciu więźniów: o godz. 20 przywieziono dwóch endeków z Krakowa (Antoniego Grębosza i Bolesława Świderskiego), a o godz. 21 trzech komunistów z Nowogródka. Pierwszymi osadzonymi działaczami ONR byli: Zygmunt Dziarmaga, Władysław Chackiewicz, Jan Jodzewicz, Edward Kemnitz, Bolesław Piasecki, Mieczysław Prószyński, Henryk Rossman, Włodzimierz Sznarbachowski.
Agnieszka Knyt podaje liczbę 3 tysięcy więźniów, którzy przewinęli się przez obóz do końca sierpnia 1939. Wśród nich znajdowali się nie tylko działacze nielegalnych lub zdelegalizowanych przez rządy sanacyjne Organizacji Ukraińskich Nacjonalistów (OUN), Komunistycznej Partii Polski (KPP), Obozu Narodowo-Radykalnego (ONR), ale także ludzie związani ze Stronnictwem Ludowym (SL) i Polską Partią Socjalistyczną (PPS). Największą grupę osadzonych stanowili komuniści – 1400–1500 więźniów na łączną liczbę ponad 3000. Inne źródła podają, że komunistów było wśród osadzonych 55%, ukraińskich nacjonalistów 4%, narodowców 2%, ludowców 1%, sympatyków nazizmu 1%, a reszta to „szkodnicy gospodarczy”. W dniu 20 stycznia 1939 osadzonych były łącznie 483 osoby.
Przetrzymywani tam byli: publicysta Stanisław Mackiewicz (osadzony za krytykę polityki zagranicznej państwa), Bolesław Piasecki, Roman Zambrowski, Franciszek Jóźwiak, Jakub Prawin, Roman Szuchewycz.
W 1935 szereg policjantów służących w Berezie Kartuskiej dokonało zmiany swoich nazwisk (m.in. komendant Józef Kamala).
Obóz funkcjonował do nocy z 17 na 18 września 1939 roku, kiedy to strażnicy więzienni uciekli. Wacław Kostek-Biernacki, który sprawował organizację i nadzór nad obozem w Berezie, w 1939 roku przekroczył granicę z Rumunią, gdzie został internowany. 26 września 1941 roku rząd Rzeczypospolitej Polskiej na uchodźstwie przyjął rozporządzenie o uchyleniu rozporządzenia z mocą ustawy prezydenta Ignacego Mościckiego z dnia 17 czerwca 1934 r. w sprawie osób zagrażających bezpieczeństwu, spokojowi i porządkowi publicznemu, a to samo rozporządzenie z 1934 r. zostało uchylone przez powojenne władze komunistyczne nieuznające mocy obowiązującej jakichkolwiek aktów prawnych wydawanych przez władze na uchodźstwie dekretem z dnia 22 stycznia 1946 r. o odpowiedzialności za klęskę wrześniową i faszyzację życia państwowego.

## Życie w obozie

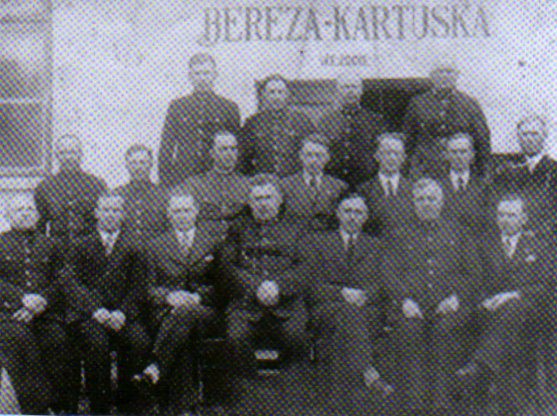
Szefostwo i strażnicy obozu

Zdaniem Wojciecha Śleszyńskiego, autora pracy Obóz odosobnienia w Berezie Kartuskiej 1934–39, jednym z celów obozu było złamanie psychiczne osadzonych (z reguły trwało to 3 miesiące, ale opornym można było przedłużyć pobyt), aby już nigdy nie sprzeciwiali się władzom państwowym, prowadziły do tego zdaniem Śleszyńskiego tortury psychiczne, ale także fizyczne nad osadzonymi. Rodzaje kar były wielorakie, od rutynowego bicia pałką po osadzenie w karcerze bez okien gdzie więźniowie spali na betonowej podłodze a jedynym wyposażeniem był kubeł na nieczystości. Zdaniem P. Siekanowicza obóz był wzorowany na obozach niemieckich oraz łagrach, a za uchybienia w pracy więźniowie dostawali chłostę lub od 5 do 50 uderzeń w twarz. P. Siekanowicz w swojej pracy podkreśla, że więźniowie kryminaliści byli uprzywilejowani, żyli w lepszych warunkach, dostawali większe dawki żywności, mogli rozmawiać między sobą, mieli dostęp do używek w zamian donosili na pozostałych więźniów, byli instruktorami przy gimnastyce, pomocnikami lekarzy etc.

## Wyżywienie
Pierwotnie norma żywieniowa w obozie wynosiła 28 gr. na więźnia, czyli mniej, niż przysługiwało więźniom kryminalnym osadzonym za ciężkie zbrodnie. Pod wpływem nacisków opinii publicznej zwiększono tę kwotę do 49 gr. Raport pracownika obozu, st. post. A. Pruchniewicza, z dnia 20 stycznia 1939 dostarcza informacji na temat racji żywności w obozie:
Wydano (na 1 więźnia):
Śniadanie – kawa
Kawa – 25–30 g
Cukier – 25–30 g
Chleb – ok. 700 g
Twaróg – 50 g
Obiad – zacierki
Mąka pytlowa – 120 g
Kartofle – 500 g
Słonina – 40 g
Sól – 30 g
Cebula – 10 g
Kolacja – krupnik
Kartofle – 1000 g
Słonina – 15–21 g
Kasza pęczak – 100 g
Koszt
Koszt wyżywienia 1 odosobnionego wynosił 49,48 gr.
Część osadzonych (np. 13 osób na 483 więźniów) odbywała tego dnia karę postu i otrzymywała wyłącznie chleb i wodę. Koszt wyżywienia jednego więźnia wyniósł niecałe 50 groszy.

## Życie po obozie
Zdaniem P. Siekanowicza zwolnieni z Berezy musieli potępiać dotychczasową przeszłość polityczną i nie mogli opowiadać nikomu ani opisywać o sytuacji panującej wewnątrz obozu pod karą ponownego uwięzienia. Pobyt w obozie, warunki życia i traktowanie u wielu więźniów doprowadziły do dożywotniego uszczerbku na zdrowiu fizycznym i psychicznym m.in. zapalenie stawów i inne przewlekle zapalenia, schizofrenię czy depresję.

## Liczba ofiar śmiertelnych
Według różnych szacunków przez 5 lat działalności Berezy Kartuskiej zanotowano od 4 do 20 przypadków śmierci. Norman Davies podał liczbę 17 ofiar śmiertelnych. Agnieszka Knyt z ogólnej liczby 3 tysięcy więźniów uwięzionych w Berezie do końca sierpnia 1939 podaje 13 zgonów. Natomiast ukraiński historyk Wiktor Idzio w swojej książce o UPA, podaje liczbę aż 300 ofiar. Ireneusz Polit podaje, że w ciągu 6 lat w Berezie zmarło 14 osób (10 – w szpitalach dokąd ich skierowano na leczenie zewnętrzne, 3 osoby w samym Miejscu Odosobnienia z powodu chorób, 1 na skutek samobójstwa).
Wojciech Śleszyński podał, że liczba ofiar śmiertelnych wyniosła 13. Jednocześnie podkreślił, że jest to oficjalna statystyka nie uwzględniająca osób, których powodem zgonu było wycieńczenie fizyczne bądź choroby, wywołane pobytem w Berezie Kartuskiej. Lista zmarłych obejmowała w większości pacjentów szpitala w Kobryniu:
- 13 maja 1936 – Abram Germański (nr obozowy 624);
- 23 maja 1936 – Jan Mozyrko (nr obozowy 511);
- 9 maja 1937 – Mojsej Malizman (nr obozowy 780);
- 18 stycznia 1938 – Pyżakowski (nr obozowy 1678);
- 22 marca 1938 – Ryniewicz (nr obozowy 1610);
- 1 kwietnia 1938 – Józef Niedzielski (nr obozowy 1725);
- 15 czerwca 1938 – Michał Krzywonos (nr obozowy 2069);
- 16 czerwca 1938 – Pidsaczuk (nr obozowy 1826);
- 5 lutego 1939 – Fedorowicz (nr obozowy 2601);
- 9 lutego 1939 – Oskar Kretschmier (nr obozowy 2693);
- 30 marca 1939 – Karol Krawczyk (nr obozowy 2600);
- 13 lipca 1939 – Albert Waldman (nr obozowy 3000).

## Kontrowersje

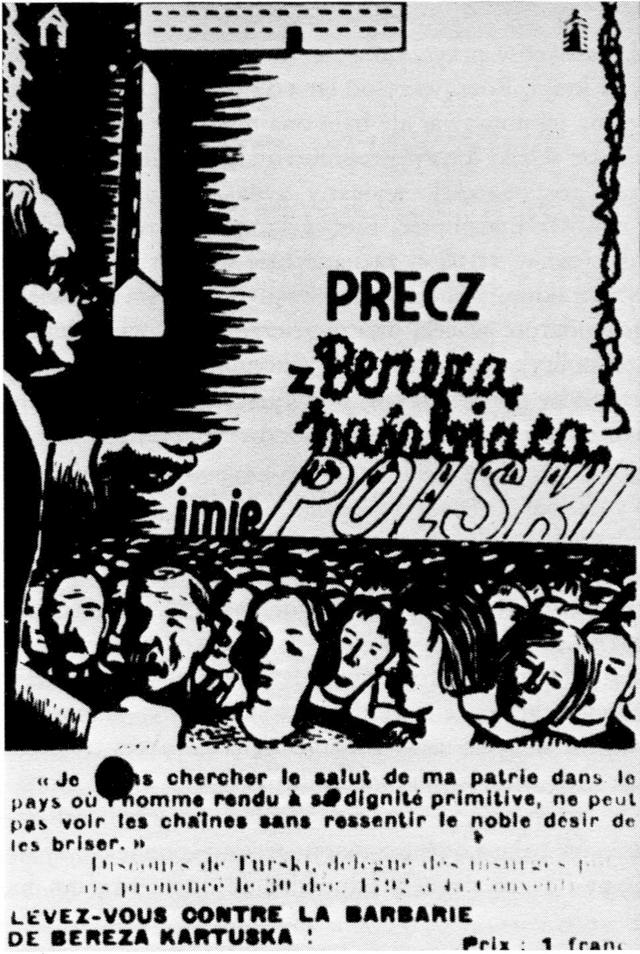
Wydana przez Międzynarodową Organizację Pomocy Rewolucjonistom we Francji pocztówka przeciwko założeniu tzw. obozu odosobnienia w Berezie Kartuskiej

Już wkrótce po powstaniu Miejsca Odosobnienia było nazywane obozem koncentracyjnym, a po wojnie jego istnienie było uznawane przez komunistów za dowód na to, że rządy sanacyjne były „reżimem faszystowskim”. Termin „polskie obozy koncentracyjne” na określenie Berezy Kartuskiej wykorzystywała w swoich publikacjach propaganda PRL uzasadniając tym tezę o antydemokratycznym i represyjnym charakterze systemu politycznego II Rzeczypospolitej oraz dyktatorskich zapędach Józefa Piłsudskiego.
Timothy Snyder uznaje obóz w Berezie za obóz koncentracyjny, tak samo Biblioteka Kongresu Stanów Zjednoczonych, Czesław Miłosz czy Karol Modzelewski. Tadeusz Piotrowski także nazywa Miejsce Odosobnienia w Berezie Kartuskiej obozem koncentracyjnym, zastrzegając jednak, iż tworzenie podobnych obozów było normą w tamtych czasach, za przykład podając obozy założone przez Amerykanów dla Japończyków podczas II wojny światowej czy przez Kanadyjczyków dla Ukraińców podczas I wojny światowej.
Określenie to pojawiało się także w prorządowej prasie, „Gazeta Polska” (nr 168, 19 VI 1934) w ten sposób opisywała Berezę Kartuską:
Wiemy co natomiast musi być w Polsce, bo my tak chcemy. Musi być porządek. Musi być powaga i będzie. Obozy koncentracyjne. Tak. Dlaczego? Dlatego, że widać owych osiem lat pracy nad wielkością Polski, osiem lat przykładu i osiem lat osiągnięć, osiem lat krzepnięcia – nie wystarczyło dla wszystkich.
W 2007 doszło do incydentu w Paryżu, kiedy francuscy politycy lewicowi umieścili na tablicy upamiętniającej Arona Skrobka informację o tym, że przebywał on w „polskim obozie koncentracyjnym”, jakim miało być ich zdaniem więzienie w Berezie. Skutecznie przeciw temu zaprotestowała ambasada RP w Paryżu.